# La gran guerra marciana
La Gran Guerra Marciana (The Great Martian War 1913-1917 en inglés) Es un docudrama de ciencia ficción canadiense-británica que se lanzó el 8 de diciembre de 2013 producida por Michael Kot, Steve Maher y Mike Slee también dirigida por él mismo para el canal de televisión History Channel, donde muestra una historia alternativa de la Primera Guerra Mundial en la que los aliados se enfrentan a los invasores alienígenas en lugar de enfrentarse al bando de las potencias centrales. Este docudrama está basado en la novela de Ciencia ficción La guerra de los mundos de H. G. Wells.

## Trama
El docudrama nos muestra los antecedentes del comienzo del conflicto y entrevistas «previamente grabadas» con veteranos de guerra o testigos que envejecen o están muertos, mientras en algunas partes se muestran flashbacks del conflicto interplanetario. La guerra comienza en las profundidades de la Selva de Bohemia de Alemania, después de una explosión masiva y una onda de choque que siente el resto de Europa. Una fracción del ejército alemán son enviados para investigar pero desaparecen misteriosamente. El gobierno alemán hace un llamado de pánico a los demás gobiernos de países de Europa para combatir a esta nueva amenaza, lo que resulta ser una poderosa fuerza invasora no humana que se cree proviene de Marte.

## Elenco
- Ashley Bomberry como Kim Lafonde.
- Briony Glassco como Alexandra Banham.
- Daniel Matmor como Lawrence Hart.
- Hazel Douglas como Alice Hale.
- Howard Jerome como Howard Klee.
- Ian Downie como Hughie Logan.
- Joan Gregson como Nerys Vaughan.
- Jock McLeod  como Jock Donnelly.
- Ross Walton (voz de fondo).
- Sarossy (voz de fondo).
- Thomas Gough como Duncan Mitchell-Myers.
- Walter Stegmayer como Arnold Tockelz.
- Mark Strong (Narrador).